# Le Plessis-aux-Bois
Le Plessis-aux-Bois là một xã ở tỉnh Seine-et-Marne, thuộc vùng Île-de-France ở miền bắc nước Pháp.

## Dân số
Inhabitants được gọi là Plessisboisiens.
Điều tra dân số năm 1999, xã này có dân số là 172.